# ITIH3
ITIH3‏ (Inter-alpha-trypsin inhibitor heavy chain 3) هوَ بروتين يُشَفر بواسطة جين ITIH3 في الإنسان.